# 흑한우
흑한우(黑韓牛)는 한국에서 사육되는 소의 품종으로 털색이 검은 소를 말한다. 흑한우는 제주도를 제외한 한반도 및 그 부속도서에 살던 내륙흑한우와 제주흑우로 나뉜다. 내륙흑한우와 제주흑우는 서로 조금 다른 특징을 가지고 있다.내륙흑한우는 모색은 흑색이고 입 주변에 흰색 테두리가 있으며, 비경은 거의 대부분 흑색이며 고기가 살구색이다. 현재는 내륙흑한우의 한우 등록이 가능하다.

## 같이 보기
- 칡소
- 제주흑우
- 한우